# 吉田ちか
吉田 ちか（よしだ ちか、1984年12月31日 - ）は、日本の女性YouTuber。自称はバイリンガール（Bilingirl）。吉田正樹事務所所属。ディズニージュニア放送番組審議会委員。

## 人物
魚肉加工業を営む父の仕事の関係で小学校1年生の時にシアトル郊外の漁港に転居してワシントン大学ビジネススクールに入学するまでアメリカで生活。大学卒業後に帰国し、英語力を生かして経営コンサルティング会社であるデロイトトーマツコンサルティングに就職する。
2013年ごろよりは、NHKをはじめとするマスメディアの目に止まり、テレビ、雑誌などへの露出が多くなる。2014年1月には「バイリンガール英会話」の再生回数が700万回を突破。同年、NHK Eテレで、2014年3月31日放送開始の人生デザイン U-29第1回目放送回に「オンライン動画クリエーター吉田千佳」として登場。その後、副業としてネイルサロンを経営するなどし、2015年12月に結婚。2019年には、YouTubeに投稿した動画で3か月ごとに観光ビザで海外へ行くと発表。 2021年現在は日本在住。

## 略歴
- 2010年に銀座にて副業でネイルサロンを経営開始するが経営不振のため2年後に閉店。

- 2011年にYouTubeでバイリンガール英会話チャンネルを開始[1]。「"bilingual"＋"girl"＝バイリンガール（Bilingirl）」と自称している。

- 2015年12月、YouTubeプロデューサーの吉田にょろりとハワイで結婚[7][8][9][出典無効]。
- 2017年4月、海外の大学生活を発信するちか友留学生活の活動を開始。名門大学カリフォルニア大学ロサンゼルス校（UCLA）の学生生活をMasashiとShinoが発信。

- 2018年
  - 2月1日、妊娠したことを動画で報告した[10]。
  - 6月13日、長女を出産した事を同年7月6日に動画で報告した[11]。子供の名前は公開しておらず、動画では「プリン」（Pudding）と呼んでいる[12]。
  - 9月、旅行英会話アプリ《Help me Travel》を1100円で販売。

- 2019年
  - 1月4日、YouTubeに投稿した動画で3か月ごとに観光ビザで海外へ行くと発表[6]。
  - 2月15日、メルボルンへ観光ビザで入国[13]。
  - 6月23日、メルボルン出国を動画にて報告[14]。
  - 11月18日、クアラルンプールへ観光ビザで入国[15]。

- 2020年
  - 2月14日、クアラルンプールから日本へ一時帰国したことを同日、自身のInstagramで発表し同月28日にYouTubeで発表した[16][17]。
  - 2月24日、日本からクアラルンプールへ渡航したことを同日、自身のInstagramで発表し3月6日にYouTubeで発表した[18][19]。
  - 4月4日、2019新型コロナウイルスの影響でマレーシアから日本へ一時帰国することを動画で報告した[20]。この動画のコメント欄では批判的なコメントが多かった[21][22]。
  - 4月7日、先日の動画への批判を受け、再度動画を投稿。「言葉足らずだった」とし、「ビザの期限が迫っているため、飛行機が全便欠航する前に帰国すべきだと考えた」と釈明した[21][23]。しかし、動画内での「不満があればチャンネル登録を解除してほしい」との発言が問題となったほか、コメント欄において「マレーシアへの渡航日が自粛が求められていた3月である」というデマが広がり、炎上が広がった[24]。その後、チャンネル登録者が約160万人から約151万人まで減った[25]。
  - 4月8日、日本に帰国[26]。
  - 5月9日、Instagramにて、空港でのPCR検査が陰性であったことを発表した[27][28]。
  - 8月13日、YouTubeでの活動再開を動画で報告[29]。

- 2021年
  - 7月2日、第2子妊娠を発表[30]。
  - 10月8日、長男を出産したことを同年11月14日に動画で報告した[31]。長女プリンと同じく名前は公表せず、ニックネームは「クローバー」（Clover）とした[32]。

## 出演

### ラジオ
- ON8+1（2018年4月16日、bayfm）[33]

### CM
- YouTube「好きなことで、生きていく」（2014年10月）[34]

## 書籍
- ネイティブ英語なんて必要ない! フレーズばかり暗記しても、あなたが英語を話せないワケ（2015年5月22日発売、角川マガジンズ）ISBN 978-4047317109
- YouTubeとマンガでso much fun!　バイリンガール英会話（2015年5月22日発売、メディアファクトリー）ISBN 978-4040676302
- 人生で一度はやってみたいアメリカ横断の旅（2018年3月17日発売、実業之日本社）ISBN 978-4-408-42082-0
- HELP me TRAVEL 旅が100倍楽しくなる英会話（2018年10月10日発売、実業之日本社）ISBN 978-4-408-33814-9
- WAKE UP! in メルボルン（2019年10月5日発売、世界文化社）ISBN 978-4-418-19504-6